# Oncopera brunneata
Oncopera brunneata là một loài bướm đêm thuộc họ Hepialidae. Nó được tìm thấy ở miền đông Úc.
Ấu trùng ăn dead leaves.

## Hình ảnh

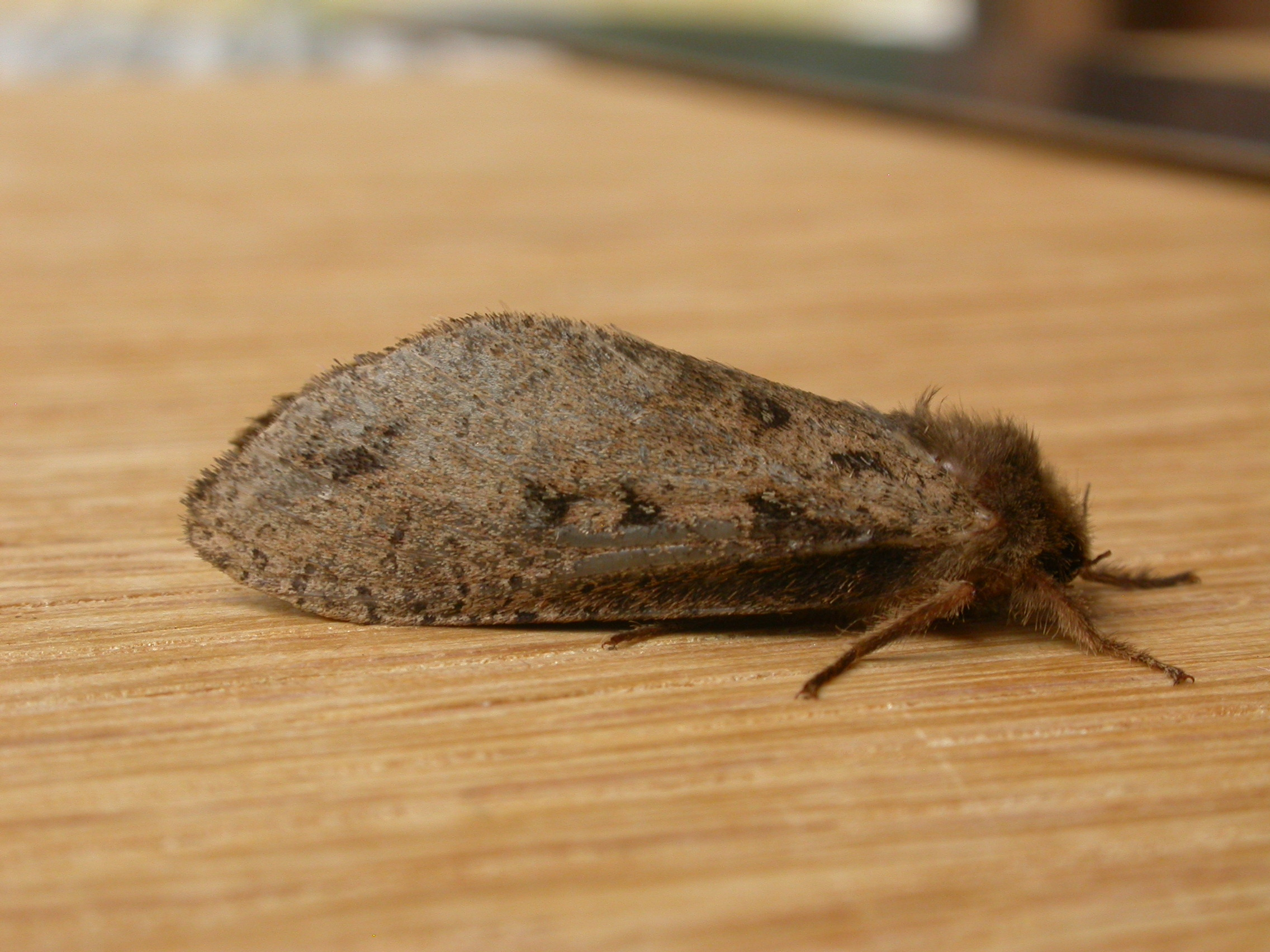
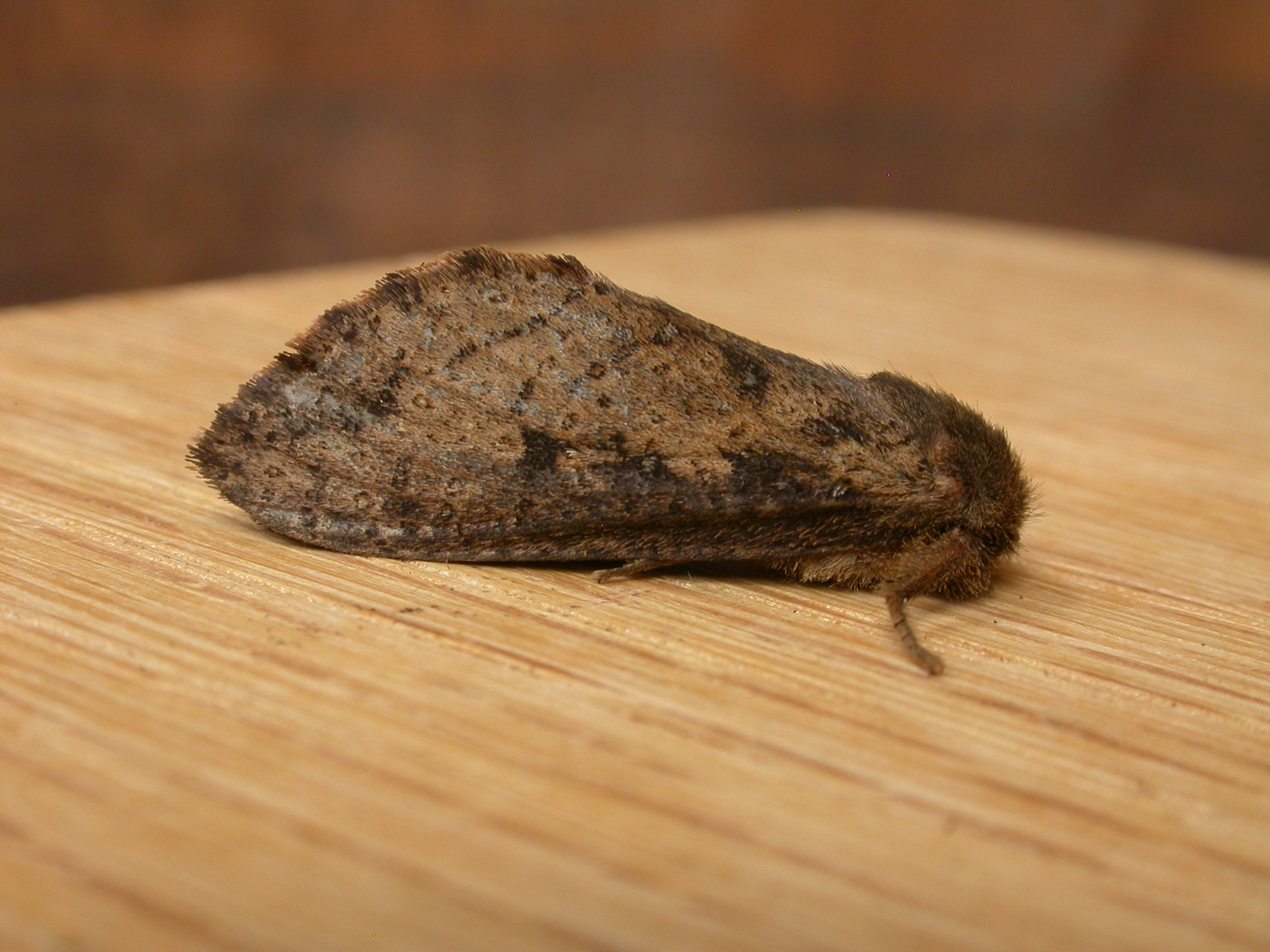
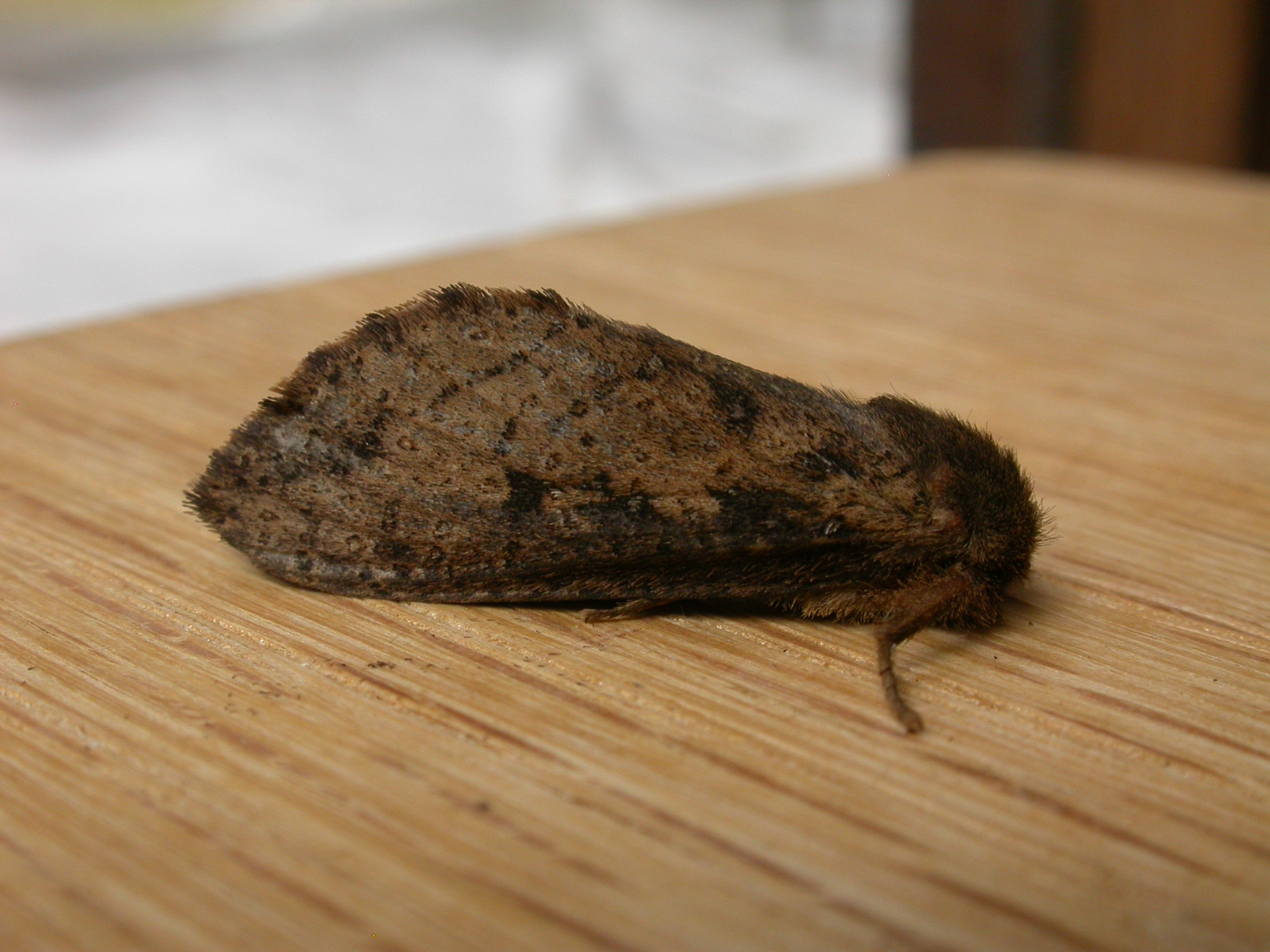
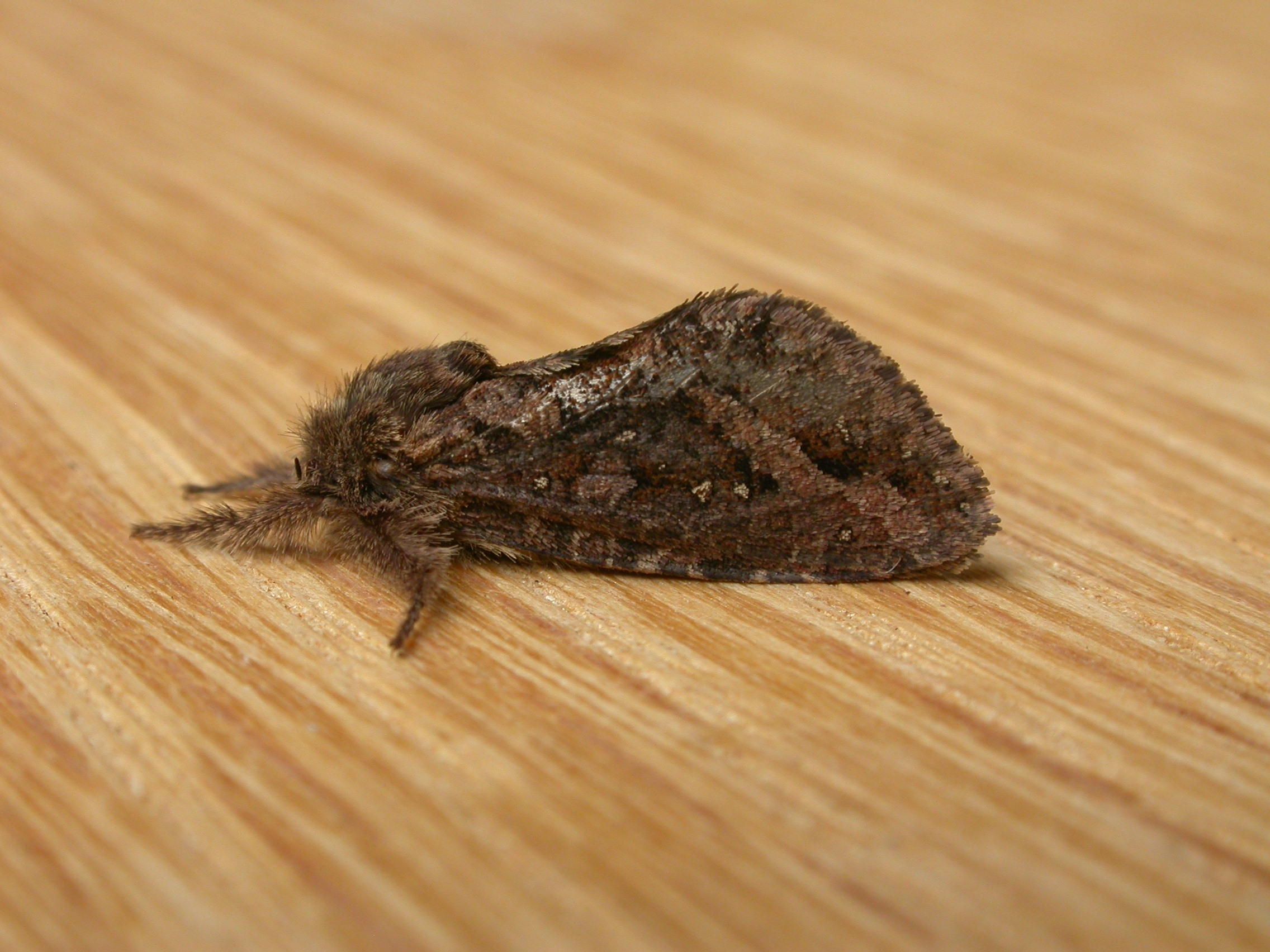